# Fazenda Tamanduá
A Fazenda Tamanduá é uma fazenda no sertão nordestino, situada no município de Santa Terezinha, Paraíba. A fazenda é conhecida por adotar um modelo biodinâmico de produção agrícola, pela produção de frutas (como mini-melancias) e pela produção de spirulina.
A fazenda também abriga uma reserva natural, a RPPN Fazenda Tamanduá.